# Acraea parrhoppidia
Acraea parrhoppidia är en fjärilsart som beskrevs av Otto Staudinger 1896. Acraea parrhoppidia ingår i släktet Acraea och familjen praktfjärilar. Inga underarter finns listade i Catalogue of Life.